# São Francisco (ort i Brasilien, São Paulo, São Francisco, lat -20,36, long -50,70)
São Francisco är en ort i Brasilien.   Den ligger i kommunen São Francisco och delstaten São Paulo, i den södra delen av landet, 600 km sydväst om huvudstaden Brasília. São Francisco ligger 409 meter över havet och antalet invånare är 2 793.
Terrängen runt São Francisco är platt, och sluttar västerut. Närmaste större samhälle är Jales, 18,6 km nordost om São Francisco.
Omgivningarna runt São Francisco är huvudsakligen savann. Runt São Francisco är det glesbefolkat, med 16 invånare per kvadratkilometer.